# Кезенешть (Олт)
Кезенешть, Кезенешті (рум. Căzănești) — село у повіті Олт в Румунії. Входить до складу комуни Вергуляса.
Село розташоване на відстані 139 км на захід від Бухареста, 21 км на північ від Слатіни, 54 км на північний схід від Крайови.

## Населення
За даними перепису населення 2002 року у селі проживали 383 особи, усі — румуни. Усі жителі села рідною мовою назвали румунську.